# Етинілювання
Етинілювання (рос. этинилирование, англ. ethynylation) — приєднання етинільної (ацетиленової) групи до оксоатома органічних сполук (приклади — реакції Реппе, Нефа), а також уведення її до гетероциклу (наприклад, у піримідинове  кільце) шляхом заміщення.
 >C=O + HC≡CR + NaOH → >C(OH)–C≡CR